# هاريسون ستافورد
هاريسون ستافورد (بالإنجليزية: Harrison Stafford)‏ هو لاعب كرة قدم أمريكية أمريكي، ولد في 18 يونيو 1912 في وارتون في الولايات المتحدة، وتوفي في 23 نوفمبر 2004 في إدنا في الولايات المتحدة.

## وصلات خارجية
- هاريسون ستافورد على موقع مرجع كرة القدم المحترفة.كوم (الإنجليزية)